# فیلزبک
فیلزبک (به سوئدی: Filsbäck) یک منطقهٔ مسکونی در سوئد است که در بخش لیدشوپینگ شهرستان وسترا یوتلاند واقع شده‌است. فیلزبک ۰٫۵۳ کیلومتر مربع مساحت و ۶۱۵ نفر جمعیت دارد.